# Годяну (Мехедінць)
Годяну (рум. Godeanu) — село у повіті Мехедінць в Румунії. Адміністративний центр комуни Годяну.
Село розташоване на відстані 279 км на захід від Бухареста, 18 км на північ від Дробета-Турну-Северина, 109 км на північний захід від Крайови.

## Населення
За даними перепису населення 2002 року у селі проживали 219 осіб, усі — румуни. Усі жителі села рідною мовою назвали румунську.